# Varaždinska katedrala
Varaždinska katedrala posvećena je Uznesenju blažene Djevice Marije na nebo, a katedralom postaje utemeljenjem Varaždinske biskupije 5. srpnja 1997.

## Opis
Katedrala se nalazi u Varaždinu, u blizini središnjeg gradskog trga. Današnju varaždinsku katedralu, jednu od najznačajnijih ranobaroknih sakralnih građevina u sjevernoj Hrvatskoj, gradili su od 1642. do 1646. isusovci. Radi se o ranobaroknoj jednobrodnoj crkvi sa šest pobočnih kapela, nad kojima su dvije galerije. Kao idejni tvorac i voditelj gradnje spominje se isusovac Juraj Matota, a samu gradnju financirao je grof Gašpar Drašković.

## Galerija
- Pogled na katedralu
- Pročelje katedrale
- Toranj katedrale
- Portal katedrale

## Zaštita
Pod oznakom Z-888 zavedeno je kao nepokretno kulturno dobro - pojedinačno, pravna statusa zaštićena kulturnog dobra, klasificirano kao "sakralna građevina".